# Alessandro Sanminiatelli Zabarella
Alessandro Sanminiatelli Zabarella (né le 3 août 1840 à Radicondoli, dans l'actuelle province de Sienne, en Toscane, alors dans le grand-duché de Toscane et mort le 24 novembre 1910 à Monte Castello) est un cardinal italien du XIXe siècle et du début du XXe siècle.

## Biographie
Alessandro Sanminiatelli Zabarella est nommé archevêque titulaire de Tyane (de) en 1874 et consacré par Pie IX avec comme co-consécrateurs Giuseppe Angelini (de) et François Marinelli. Il est auditeur général à la chambre apostolique de 1887 à 1899 et patriarche latin de Constantinople.
Le pape Léon XIII le crée cardinal in pectore lors du consistoire du 18 juin 1899. Sa création est publiée le 15 avril 1901. Il participe au conclave de 1903, lors duquel Pie X est élu pape. 
Le cardinal Respighi est camerlingue du Sacré Collège en 1903-1905.
Zabarella est décédé à Monte Castello à l'âge de 70 ans. Il est enterré au cimetière de Campo Verano.